# كارل مورغان
كارل مورغان (بالإنجليزية: Karl Morgan)‏ هو مدير فني أمريكي، ولد في 23 فبراير 1961 في هوما في الولايات المتحدة.

## وصلات خارجية
- كارل مورغان على موقع مرجع كرة القدم المحترفة.كوم (الإنجليزية)